# 普卢马戈阿尔
普卢马戈阿尔（法語：Ploumagoar，法語發音：[plumaɡwaʁ]）是法国阿摩尔滨海省的一个市镇，位于该省中部偏西北，属于甘冈区，同时也是甘冈城市圈的一部分。

## 地理
普卢马戈阿尔（48°32'43"N, 3°7'57"W）面积32.07 平方千米，位于法国布列塔尼大區阿摩尔滨海省，该省份为法国西北部沿海省份，位于布列塔尼半岛北部，北濒大西洋英吉利海峡，西接菲尼斯泰尔省，南至莫尔比昂省，东临伊勒-维莱讷省。
与普卢马戈阿尔接壤的市镇（或旧市镇、城区）包括：圣佩韦、科阿杜、格拉斯、甘岡、朗罗代克、圣阿德里安、圣阿加通、圣让凯尔达涅勒。

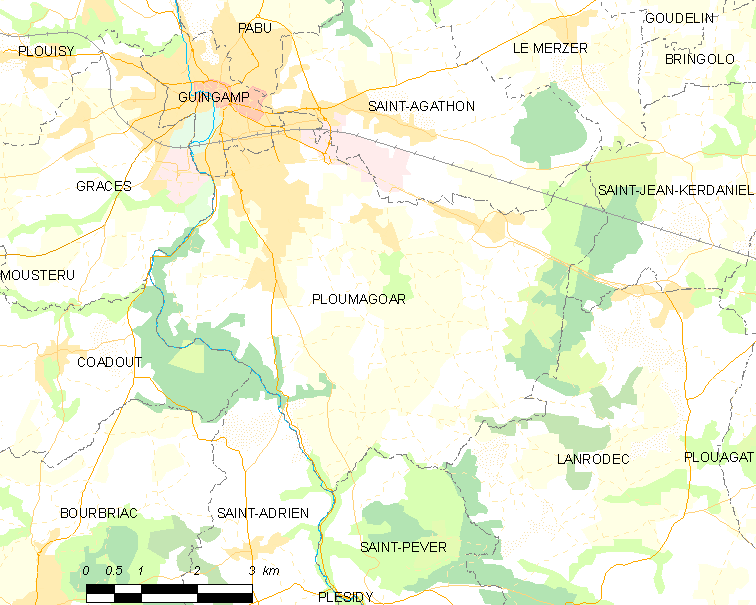
普卢马戈阿尔的OSM定位图

普卢马戈阿尔的时区为UTC+01:00、UTC+02:00（夏令时）。

## 行政
普卢马戈阿尔的邮政编码为22970，INSEE市镇编码为22225。

## 政治
普卢马戈阿尔所属的省级选区为甘冈县。

## 人口

1962-2008年间普卢马戈阿尔人口变化图示

普卢马戈阿尔于2022年1月1日时的人口数量为5418人。

## 交通
法国国道N12线经过北部，阿摩尔滨海省省道D5线和D767线经过境内。